# Перейро, Гастон
Гасто́н Родри́го Пере́йро Ло́пес (исп. Gastón Rodrigo Pereiro López; род. 11 июня 1995, Монтевидео) — уругвайский футболист, полузащитник клуба «Бари». Выступал за сборную Уругвая.

## Клубная карьера
Перейро начал карьеру в клубе «Насьональ». 29 января 2014 года в матче Кубка Либертадорес против боливийского «Ориенте Петролеро» Гастон дебютировал за команду. 1 февраля в поединке против «Расинга» из Монтевидео он дебютировал в уругвайской Примере. В этом же матче Гастон забил свой первый гол. 12 февраля 2015 года Перейро забил гол в матче Кубка Либертадорес против чилийского «Палестино». В том же году он стал чемпионом Уругвая.
15 июля 2015 года Гастон подписал пятилетний контракт с клубом ПСВ. 2 августа в матче Суперкубка Нидерландов против «Гронингена» он дебютировал за новую команду. Эндховенцы одержали убедительную победу и Перейро стал обладателем первого трофея в составе ПСВ. 11 августа в поединке против «АДО Ден Хааг» Гастон дебютировал в Эредивизи. 4 октября в матче против амстердамского «Аякса» Перейро сделал «дубль», забив свои первые голы за ПСВ. 27 октября в поединке Кубка Нидерландов против «Генемёйдена» он сделал хет-трик. Через четыре дня в матче против «Де Графсхап» Перейро забил вновь. В 2018 году он во второй раз стал чемпионом Нидерландов.

## Международная карьера
В начале 2015 года Перейро в составе молодёжной сборной Уругвая принял участие в домашнем молодёжном чемпионате Южной Америки. На турнире он сыграл в матчах против команд Чили, Перу, Парагвая, Аргентины, дважды Колумбии и Бразилии. Гастон забил пять голов и помог молодёжной национальной команде завоевать бронзовые медали.
Летом того же года Перейро принял участие в молодёжном чемпионате мира в Новой Зеландии. На турнире он сыграл в матчах против сборных Сербии, Мексики, Мали и Бразилии. В поединке против сербов Гастон забил гол.
10 ноября 2017 года дебютировал в основной сборной Уругвая в товарищеском матче со сборной Польши. Игра завершилась со счётом 0:0, а Перейро на 60 минуте был заменён Кристианом Родригесом. 8 сентября 2018 года в поединке против сборной Мексики Гастон забил свой первый гол за национальную команду.

### Голы за сборную Уругвая
| #   | Дата            | Место                                   | Противник  | Счёт | Результат | Соревнование                   |
| --- | --------------- | --------------------------------------- | ---------- | ---- | --------- | ------------------------------ |
| 01. | 8 сентября 2018 | NRG-стэдиум, Хьюстон, США               | Мексика    | 4:1  | 4:1       | Товарищеский матч              |
| 02. | 16 октября 2018 | Сайтама 2002, Сайтама, Япония           | Япония     | 1:1  | 3:4       | Товарищеский матч              |
| 03. | 22 марта 2019   | Спортивный центр Гуанси, Наньнин, Китай | Узбекистан | 1:0  | 3:0       | Международный Кубок Китая 2019 |
| 04. | 25 марта 2019   | Спортивный центр Гуанси, Наньнин, Китай | Таиланд    | 2:0  | 4:0       | Международный Кубок Китая 2019 |

## Достижение
«Насьональ»
- Чемпион Уругвая: 2014/15

ПСВ
- Чемпионат Нидерландов (2): 2015/16, 2017/18
- Обладатель Суперкубка Нидерландов (2): 2015, 2016

Уругвай (до 20)
- Бронзовый приёзр молодёжного чемпионата Южной Америки: 2015